# Harmonia (instrument)

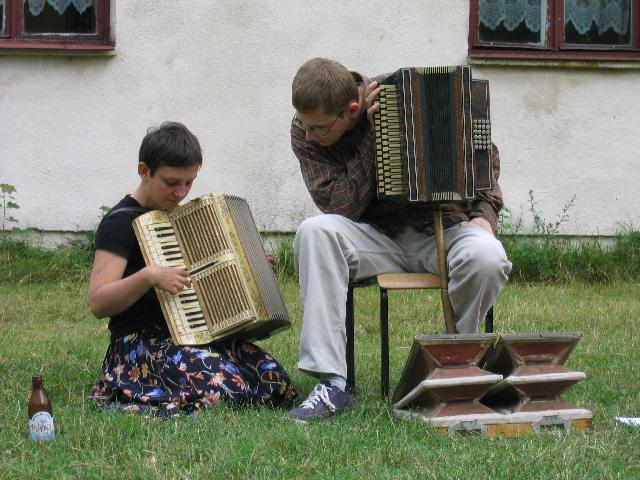
Harmonia polska, ręczna i pedałowa

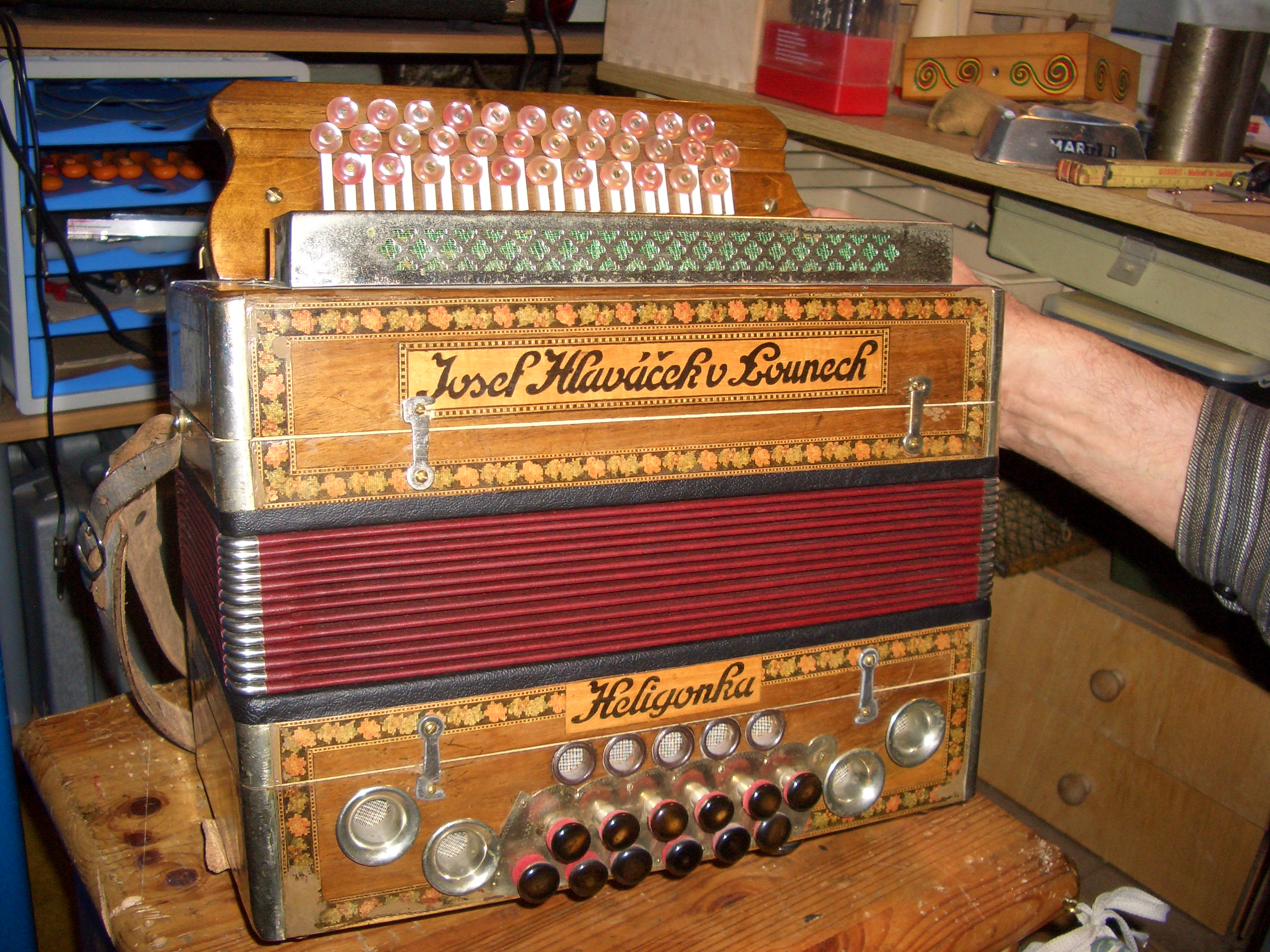
Heligonka, rodzaj harmonii popularny na Śląsku Cieszyńskim i Żywiecczyźnie

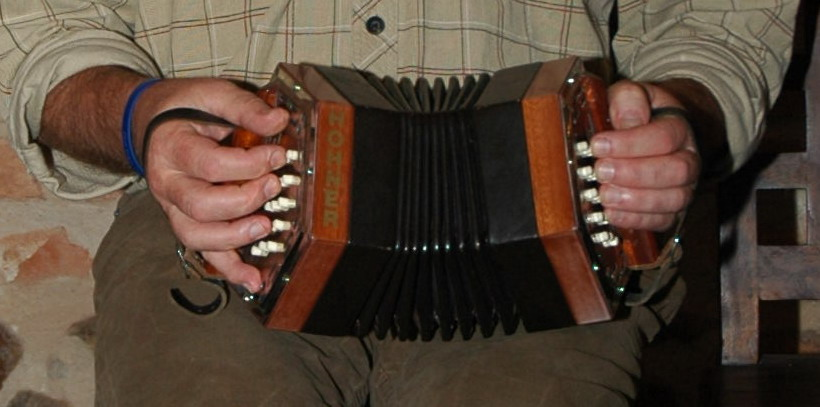
Koncertyna

Harmonia – instrument z grupy idiofonów języczkowych albo, według innej systematyki, z grupy aerofonów. 

## Nazwa
Nazwa harmonia potocznie określa akordeon chromatyczny, w którym strona melodyczna zamiast guzików ma małe czworoboczne klawisze.
Harmonia diatoniczna ma dwa rzędy guzików ułożonych niechromatycznie (diatonicznie). Harmonia chromatyczna zawiera wszystkie 12 dźwięków w układzie 3-, 4- i 5-rzędowym albo w układzie fortepianowym (akordeon). Przyjmuje się też obiegowe rozróżnienie instrumentów miechowych na harmonię, jako instrument z guzikami dla obu rąk, oraz na akordeon, instrument z guzikami dla lewej ręki (akordy) i z klawiszami w układzie fortepianowym dla prawej ręki (melodia). W krajach innych, niż Polska oraz w muzyce profesjonalnej to rozróżnienie nie występuje (różne odmiany noszą wspólną nazwę akordeon).

## Odmiany w Polsce
- harmonia ręczna
- harmonia pedałowa, pedałówka
- harmonia trzyrzędowa, harmonia polska, harmonia warszawska, trzyrzędówka, warszawianka
- harmonia dwurzędowa, dwurzędówka
- harmonia półtonowa (diatoniczna), półtonówka

## Historia rozwoju w Polsce
Pierwsze polskie harmonie (początek XX wieku) miały 12 guzików basowych wyłącznie w trybie durowym. W okresie międzywojennym zaczęto produkować harmonie 24-basowe. Harmonie te miały „zmiany”, umożliwiające po wciśnięciu kciukiem guzika umieszczonego pod spodem klawiatury basowej zamianę trybu z dur na moll. Około 1935 wytwórnia Boruckiego dodała tym harmoniom jeszcze „zmianę septymową”. Dawniejsze harmonie (lata 20.) były dwuchórowe (dwie głośnice); później konstruowano trzy- i czterochórowe. Po 1945 harmonie 24-basowe stopniowo zostały wyparte przez harmonie 64- oraz 120-basowe, konstruowane na wzór akordeonów.
Największą popularność zyskała w Polsce harmonia trzyrzędowa, tak zwana warszawska. Do dzisiaj są w użyciu instrumenty 24-basowe, ręczne i pedałowe. W miastach praktyka gry zanikła, grają natomiast muzykanci wiejscy i kapele ludowe, głównie w Radomskiem, Świętokrzyskiem i na Kurpiach.
Firmy produkujące harmonie w Polsce (w latach 1900–1950): Stamirowski (pierwszy wytwórca pedałówek), Borucki, Leonardt, Nabe, Gade, Radek, Sawiejko, Jedynak.